# Греческие и римские празднества
«Гре́ческие и ри́мские пра́зднества» (фр. Les Fêtes grecques et romaines, ballet héroïque) — «героический балет» (опера-балет) в трёх выходах с прологом композитора Франсуа Колин де Бламонта и драматурга Луи Фюзелье.
Спектакль впервые был дан 13 июля 1723 года в Париже, в театре Пале-Рояль на улице Сент-Оноре силами музыкантов, певцов и танцовщиков Королевской академии музыки, среди исполнителей были тенора Луи Мюрер (Louis Murayre), Грене (Grenet) и Дени-Франсуа Трибу (Denis-François Tribou).

## Сюжет
В аллегорическом прологе ученики Эрато собираются по призыву Аполлона у храма Памяти чтобы помочь Клио, музе истории, в её работе. Затем перед зрителями разворачиваются «исторические» сцены, представляющие картины из истории Древней Греции (Олимпийские игры), Египта (Антоний и Клеопатра) и императорского Рима (праздник у Мецената), в каждой из которых любовные перипетии героев приводятся к благополучному концу. Спектакль заканчивался праздником Дианы (это антре было добавлено позднее, скорее всего, для постановки 1741 года).

## Действующие лица
Пролог
Площадь у Храма Памяти, богато украшенного статуями великих людей и их изречениями
- Аполлон
- Клио, муза истории
- Эрато, муза музыки
- Терпсихора, муза танца[* 1]
- Ученики Эрато

Выход первый, Олимпийские игры
Аллея, обсаженная деревьями с храмом Юпитера в глубине, рядом конные статуи победителей а также скульптурное изображение подвигов Геракла
- Тимея, любимица царя Спарты Агиса, влюблённая в Алцибиада
- Алцибиад, победитель гонок на колесницах, влюблённый в Аспазию
- Аспазия, прекрасная гречанка, выбранная для вручения наград победителям
- Зелида, наперсница Тимеи
- Аминтас, наперсник Алцибиада
- Победители соревнований в различных видах, зрители, свита Аспазии, танцы борцов и бегунов

Выход второй, Вакханалия
Лагерь римлян на берегу Сиднуса, вдалеке видна окружённая другими лодками приближающаяся роскошная золочёная барка с серебряными вёслами, на борту которой под пурпурным балдахином возлежит царица Египта, у её ног маленькие египтяне, одетые амурами
- Марк Антоний
- Эрос, вольноотпущенник Марка-Антония
- Клеопатра, правительница Египта
- Гречанка
- Египтяне в виде амуров и египтянки в виде вакханок и граций, римские солдаты

Выход третий, Сатурналии
Сад в загородном имении Мецената, украшенный цветами и иллюминацией к празднику
- Делия, мать Мецената, любимца императора Августа
- Плаутина, наперсница Делии
- Тибул, благородный римлянин, скрывающийся под именем невольника Аркаса
- Рабы, пастухи и пастушки

## Дальнейшие постановки
Спустя десять лет после премьеры, 11 июня 1733 года, спектакль был возобновлён Королевской академией.
В 1741 году балет был представлен в Лионе силами артистов Лионской королевской академии музыки. В этой постановке первое и второе антре шли в обратном порядке, игнорируя историчность действия, последнее «новое» антре отсутствовало. В том же году балет был вновь представлен в Париже. Возможно, что тогда же Колин де Бламонт добавил финальное антре «Праздник Дианы».
Именно в «Греческих и римских празднествах» после длительного перерыва в своей артистической карьере 28 декабря 1741 года выступила Мари-Анн де Камарго — танцовщица сразу же вернула себе былую популярность, сохранив её вплоть до последнего выхода на сцену 5 марта 1751 года.
Жан-Жорж Новерр в своих «Письмах о танце» (1760) упомянул пролог к «Греческим и римским празднествам» с его танцами Терпсихоры среди «приятных и очень интересных» балетов Королевской академии, наряду с актом цветов из «Галантных Индий», актом Эглеи из «Лирических талантов», одним из актов «Кастора и Поллукса» и Турецким актом из «Галантной Европы».
В коллекции Национальной библиотеки Франции сохранились эскизы костюмов к спектаклю авторства Луи-Рене Боке, датированные 1762 годом.